# Wat de kat ziet
Wat de kat ziet is een Nederlandse documentaire  uit 2011 geregisseerd door Kim Brand en geproduceerd door Janneke Doolaard voor omroep Human. De film werd genomineerd voor een Gouden Kalf.

## Inhoud
De film bevat gesprekken met negen patiënten van het Tergooiziekenhuis die vertellen over hun ziekte en over hun band met de ziekenhuiskat Boris, die jarenlang dagelijks postvatte voor de ingang van het ziekenhuis hoewel hij in een huis in de buurt woonde.